# ورا چخوا
ورا چخوا (آلمانی: Vera Tschechowa؛ ۲۲ ژوئیهٔ ۱۹۴۰ – ۳ آوریل ۲۰۲۴) بازیگر و فیلم‌نامه‌نویس اهل آلمان بود.
از فیلم‌ها یا برنامه‌های تلویزیونی که وی در آنها نقش داشته‌است می‌توان به ریش‌آبی، شهر دسپرادو و نخستین دایره اشاره کرد.